# Weitersfeld
Weitersfeld è un comune austriaco di 1 598 abitanti nel distretto di Horn, in Bassa Austria; ha lo status di comune mercato (Marktgemeinde).